# Ханкорган
Ханкорга́н (каз. Ханқорған) — село у складі Сайрамського району Туркестанської області Казахстану. Входить до складу Колкентського сільського округу.
До 2000 року село називалось Мадані.
Населення — 1390 осіб (2021; 831 у 2009, 661 у 1999, 523 у 1989).